# Mark Branson
Mark Branson (* 9. Dezember 1968 in Colchester, Großbritannien) ist ein britisch-schweizerischer Finanzmarktexperte und ehemaliger Bankmanager. Er ist seit dem 1. August 2021 Präsident der Bundesanstalt für Finanzdienstleistungsaufsicht und war davor von 2014 bis 2021 Direktor der schweizerischen Finanzmarktaufsichtsbehörde FINMA.

## Leben

### Ausbildung
Branson studierte von 1986 bis 1990 Mathematik und Management Studies (M.A.) am Trinity College der Universität Cambridge und erwarb zusätzlich einen Master in Operational Research (M.Sc.) an der Universität Lancaster.

### Bankmanager
Zunächst war Branson bei der Schweizer Großbank Credit Suisse unter anderem in leitender Funktion in London tätig. Er wechselte zur ebenfalls Schweizer Großbank UBS und war von 1997 bis 2009 auf verschiedenen Posten in der UBS tätig. Dort war er von 2001 bis 2005 der UBS-Kommunikationschef. Danach übte er von 2006 bis 2008 die Tätigkeit des CEO der UBS Securities Japan Ltd. aus und war Länderchef in Japan. Zuletzt war er bei der UBS als CFO der Business Division Wealth Management and Swiss Bank in Zürich tätig und zuständig für Finanzen und Risikokontrolle.

### Eidgenössische Finanzmarktaufsicht
Branson wechselte zum 1. Januar 2010 als Leiter des Geschäftsbereichs Banken und Mitglied der Geschäftsführung zur Eidgenössischen Finanzmarktaufsicht (FINMA). Als Leiter des Geschäftsbereichs Banken war er für die Bewilligung und Aufsicht über alle Schweizer Banken und Effektenhändler zuständig. Am 1. Februar 2013 wurde er zum stellvertretenden Direktor der FINMA ernannt.
Zum 1. April 2014 trat er das Amt des Direktors der FINMA an. Er folgte auf den ehemaligen Direktor Patrick Raaflaub, welcher die FINMA überraschend verlassen hatte. Bransons Ernennung zum Direktor der schweizerischen Finanzaufsichtsbehörde sorgte für Kritik, da er zum Zeitpunkt der Manipulation des japanischen Referenzzinssatzes „TIBOR“ der Chef der UBS in Japan war. Dort trug er die Verantwortung für das Investment Banking, das Wertschriftengeschäft sowie das Asset Management und Wealth Management. In Folge der Manipulation bzw. des Libor-Skandals sollte die UBS-Bank Geldbußen in Höhe von 2,5 Milliarden und 1,2 Milliarden Euro zahlen. Auf die Strafzahlung in Höhe von 2,5 Milliarden Euro verzichtete die EU-Kommission, da die UBS bei der Aufklärung der Manipulation mithalf.
Als Direktor der FINMA war Branson Vorsitzender des nationalen Ausschusses für Finanzkrisen und Mitglied des Beirats „Zukunft Finanzplatz“. Am 1. November 2017 wurde er zudem Vorsitzender der Resolution Steering Group (ReSG) des Finanzstabilitätsrates (FSB) und somit Mitglied dessen Steering Committees. Außerdem vertrat er die Schweiz als Mitglied der Gruppe der Zentralbankpräsidenten und Leiter der Bankenaufsichtsbehörden (GHOS).
Per Ende Mai 2021 hat er die FINMA verlassen.

### Bundesanstalt für Finanzdienstleistungsaufsicht
Der damalige Bundesfinanzminister Olaf Scholz (SPD) gab am 22. März 2021 bekannt, dass Branson bis spätestens 1. August 2021 die Nachfolge des ehemaligen Präsidenten der Bundesanstalt für Finanzdienstleistungsaufsicht Felix Hufeld antreten soll. Am 1. August 2021 trat Branson das Amt an. Er ist Mitglied des Ausschusses für Finanzstabilität (AFS) und weiterhin Vorsitzender der Resolution Steering Group (ReSG) des Finanzstabilitätsrates (FSB). Am 11. Dezember 2024 wurde bekannt, dass sein Vertrag als Präsident der Bundesanstalt für Finanzdienstleistungsaufsicht vorzeitig bis Mitte 2029 verlängert wurde.